# Hyperolius parkeri
Hyperolius parkeri là một loài ếch thuộc họ Hyperoliidae.
Loài này có ở Kenya, Mozambique, và Tanzania.
Môi trường sống tự nhiên của chúng là rừng khô nhiệt đới hoặc cận nhiệt đới, xavan ẩm, sông ngòi, đầm nước, vườn nông thôn, và rừng trước đây suy thoái nghiêm trọng.